# Pirát divoký Jack
Pirát divoký Jack (v anglickém originále Mad Jack the Pirate) je americký animovaný televizní seriál, ve kterém vystupuje pirátský kapitán „divoký Jack“, smolař, a potkan Snuck, který mu dělá společníka. Prožívají spolu mnoho neuvěřitelných a bláznivých dobrodružství. Seriál má jednu sérii s 13 epizodami, z nichž většina z nich je rozdělena do dvou částí (celkem 23 segmentů). Premiérově byl vysílán na stanici Fox Kids v letech 1998–1999.